# Jason Dolley
Jason Scott Dolley (n. 5 iulie 1991) este un actor american, cunoscut cel mai bine pentru rolurile sale în diferitele proiecte ale canalului Disney Channel. Acestea includ  Newton "Newt" Livingston III în serialul original Disney Channel Cory in the House, Virgin Fox în filmul original Disney Channel Minutemen și Pete Ivey în filmul original Disney Channel Hatching Pete. În prezent el joacă rolul lui PJ Duncan în serialul original Disney Channel Good Luck Charlie Brown si rolul lui Lisa Ann în serialul NaughtyMoms .

## Filmografie
| Film        | Film                 | Film                     | Film                            |  |
| An          | Titlu                | Rol                      | Note                            |  |
| ----------- | -------------------- | ------------------------ | ------------------------------- |  |
| 2004        | Chasing Daylight     | Dylan Fox                | Rol principal                   |  |
| 2006        | Saving Shiloh        | Marty Preston            | Rol principal                   |  |
| 2006        | Citește și plângi    | Connor Kennedy           | Rol principal                   |  |
| 2007        | The Air I Breathe    | Plăcerea tinereții       |                                 |  |
| 2008        | Minutemen            | Virgil Fox               | Rol principal                   |  |
| 2009        | Renașterea lui Pete  | Pete Ivey                | Rol principal                   |  |
| Televiziune |                      |                          |                                 |  |
| An          | Titlu                | Rol                      | Note                            |  |
| 2004–2005   | Complete Savages     | T.J. Savage              | Rol principal                   |  |
| 2006        | Enemies              | Young Mickey Holloway    | Episod: "Pilot"                 |  |
| 2007–2008   | Cory in the House    | Newton "Newt" Livingston | Rol principal                   |  |
| 2008        | Înlocuitorii         | (voce)                   | Episod: "Campiest Episode Ever" |  |
| 2009        | Băieții descurcăreți | Prinț                    | Episod: "A Fairy Tale Ending"   |  |
| 2010        | Baftă Charlie        | PJ Duncan                | Rol principal                   |  |